# 魏默鎮區 (明尼蘇達州傑克遜縣)
魏默鎮區（英語：Weimer Township）是位於美國明尼蘇達州傑克遜縣的一個行政鎮區。

## 歷史
魏默鎮區於1871年設立，得名自一名定居者的故鄉，德國的魏玛。

## 地方資料
魏默鎮區的面積為89.90平方千米，當中陸地面積為80.70平方千米，而水域面積為9.20平方千米。根據2020年美國人口普查的數據，當地共有人口153人，而人口密度為每平方千米1.7人。